# Déchet de faible activité à vie longue
Les déchets de faible activité à vie longue (FAVL) sont des déchets radioactifs dont l'activité est relativement faible et la durée de vie très longue.
En France à la fin 2016, les déchets FAVL représentent un volume de 90 500 mètres cubes selon l'ANDRA. Parmi ces déchets FAVL sont classés :
- les déchets  de graphite qui proviennent des premières centrales nucléaires françaises de la filière à l'Uranium naturel graphite gaz (UNGG).
- les déchets radifères contenant du radium

A ce volume, il convient d'ajouter les 281 585 m3 de résidus de traitement de conversion de l'uranium situés dans l'installation nucléaire de base (INB) d'Entreposage confiné de résidus issus de la conversion (ECRIN) à l'usine Orano Malvési de Narbonne, soit un total de 372 085 m3 de déchets FAVL en France.